# گریم‌دارک
گریم‌دارک (انگلیسی: Grimdark) زیرشاخه ژانر ادبیات گمانه‌زن است و بر نقایص طبیعت انسان و توانایی‌اش برای ظلم و ستم تمرکز دارد. رمان ترانه یخ و آتش اثر جورج آر. آر. مارتین که مجموعه تلویزیونی بازی تاج و تخت از آن الهام گرفته شده، یکی از بهترین نمونه‌ها در این ژانر به حساب می‌آید. در سال ۲۰۱۷، الکساندرا رولند، نویسنده فانتزی، اصطلاح هوپ‌پانک را به عنوان نقطه مقابل گریم‌دارک پیشنهاد کرد. آثار زیرژانر هوپ‌پانک در مورد شخصیت‌هایی است که برای تغییرات مثبت، محبت افراطی و پاسخ‌های جمعی به چالش‌ها و مشکلات مبارزه می‌کنند. اصطلاح گریم‌دارک از شعار بازی استراتژی رومیزی وارهمر ۴۰٬۰۰۰ الهام گرفته شده‌است: «در تاریکی تلخ آینده دور فقط جنگ وجود دارد.»